# 西遊記 (1978年のテレビドラマ)
『西遊記』（さいゆうき）は、日本テレビ・国際放映制作のテレビドラマ。1978年から1980年まで、下記の2シリーズが断続的に制作・放送された。
- 『西遊記』（1978年10月1日 - 1979年4月8日、全27回〈本編26話、総集編1回〉）
- 『西遊記II』（1979年11月11日 - 1980年5月4日、全26回）

## 概要
石から生まれた猿・斉天大聖孫悟空の生い立ちに始まり、天界から追放されて500年後、三蔵法師、捲簾大将沙悟浄、天蓬元帥猪八戒との出会いを経て、天竺への取経の旅中に遭遇するさまざまな厄難と、それに伴う三蔵一行の絆や成長を描く1時間の連続特撮ドラマ。特撮は『西遊記』では円谷プロダクションが、『西遊記II』では東宝映像が協力した。
タイトルの通り、中国で16世紀前後に書かれた古典小説『西遊記』を題材としたテレビドラマシリーズで、放送時間は2シリーズとも毎週日曜20:00 - 20:54（JST）。芥川隆行が各話の結びで語る「それはまた次回の講釈で」は原作の文言をもじったものであるが、各回の大半の内容は『西遊記』や『平妖伝』などの複数の古典から翻案した、本作品オリジナルのものとなっている。
短気だが明るく人情味あふれる悟空、心美しく3人の弟子の良き指南役である三蔵、ひょうひょうとした悟浄、大喰いで女性に滅法弱いが愛嬌のある八戒などの演者の個性に合わせたキャラクター設定と、軽妙な掛け合いが人気を博した。
本作品では、本来男性である三蔵法師を女性の夏目が演じることで、高貴で中性的な三蔵法師像を演出した。本作品での強烈な印象から、これ以降リメイクされた全ての『西遊記』のドラマで、三蔵法師役は女優が演じるというパターンが踏襲されている。他方で、主に低年齢層の視聴者を中心として、三蔵法師が女性だと勘違いした、あるいは本作品において三蔵法師は女性と設定されていると勘違いした視聴者もいた。

## 『西遊記』

### 概要（西遊記）
日本テレビ開局25年記念番組として企画・制作された。1978年は日中平和友好条約が調印された年であり、当時としては画期的な中国ロケが中央広播事業局（現在の国家広播電視総局）による協力のもとで行われた。前年の1977年10月からTBSでコメディ人形劇『飛べ!孫悟空』が始まっていたうえ、1978年4月からフジテレビでアニメ『SF西遊記スタージンガー』が始まっていたこともあり、子供層を中心に『西遊記』に関心が集まっていたこの年は、いわば『西遊記』にまつわる企画が多かった年でもあった。
日本テレビは、本作品の5年前に開局20年記念番組として『水滸伝』を放送しており、『水滸』に続く中国古典ということで『西遊記』のドラマ化が企画された。放送時間帯は、大河ドラマ（NHK）と同じ日曜20時台であり、ひけをとらないようにと当時の金額で10億円の予算が投じられた。後年、DVD-BOXの特典映像では、岸部シローが「記念番組ということでギャラが普通のドラマよりも少し割り増しだった」と回想している。
映画監督の内藤誠によれば、もともとは若山富三郎が映画として企画したものであり、悟空は若山、三蔵法師は坂東玉三郎、八戒は高見山大五郎、沙悟浄は仲代達矢が考えられていたという。当初、三蔵法師役は坂東玉三郎にオファーするも即断で断られ、そのために思い切って女優の男役というアイデアになったという話は堺正章なども語っている。
最終回は「到着したのはニセ天竺だった」という展開であり、再び天竺への旅を開始するところで終わっている。この展開は「天竺はたやすくたどり着けるような場所ではない」ということを示すためのもので、この段階では続編制作の予定はなかった。
2006年9月27日に『西遊記 DVD-BOX 1』、同年11月22日に『同 DVD-BOX 2』が発売された。イギリスでは英語版DVDがリリースされている。

#### 視聴率
平均視聴率は約19.5パーセント。最高視聴率は最終回の27.4パーセント。
国民的人気を誇っていた大河ドラマの裏番組だったが、最終回で27.4パーセントを記録したのは当時としては異例であった。同日のNHK大河ドラマ『草燃える』の視聴率は27.6パーセントであり、ほぼ同じ数字を記録している。

#### 日本国外での反響
1979年11月から翌年の2月まで、毎週金曜18時台にイギリスBBCで英語吹き替え版が放送された。その後英語版はオーストラリア、ニュージーランド、香港でも放送されている。英語版では、タイトルが『Monkey 』とされ、悟空がモンキー、八戒がピグシー、悟淨がサンディ、三蔵はトリピタカと呼ばれている。
日本国外でのドラマの人気も非常に高く（日本同様に）、1970年代のカルト的ドラマとなった。BBCが英語吹き替えの声優陣も個性的なベテランで堅めたことが英語圏での成功につながったと見られ、イギリスやオーストラリアなどでは現在もこの声優陣が日本のキャスト同様にファンからは愛されている。
特に初回放送時は子供たちの圧倒的な支持を得て、ファンレターは日本にまで届けられた。一方、昔のBBCにおける放送形態として、いくつかのエピソードを飛ばして放送されており、これらは長らく欠番となっていた。後に日本に先駆けてBBC版がDVD化されたことで、これらのエピソードは補完されるが、その際に一部のエピソードは旧声優陣によりアフレコが行われた。
中国の中央電視台でも放送されたが、原作とかけ離れすぎだという批判が官民から上がり、3話で放送中止になっている。

### 制作裏話
- 赤坂プリンスホテルで行われた番組制作発表の記者会見では、キャストが勢ぞろいし、三蔵役に決まった夏目雅子の断髪式のポーズで写真をとったが実際には髪を切らず、一目でわかる通り作中では帽子ないしカツラを使用した。
- 撮影の休憩中でも出演者である堺・西田・岸部・夏目の4人は常に共に行動していた。しかし、夏目以外の男性陣3人は、どうにかして夏目と2人きりになろうと互いに抜け駆けを企みそれを阻もうと帯同し常に牽制しあっていて本番より緊張感があったという。また、我先に夏目に食事をおごろうとしたり、着替えてる時間を惜しみ、その間に自分を差し置いて食事に出てしまうかも知れないという疑念も生まれ、いつも撮影の衣装のままで外に出ていたという。
- 堺・西田・岸部の3人が酒の席で知り合った女性の家に行った際に、タイミング悪くその女性の恋人が帰ってきてしまったため、堺と岸部は偶然その時風呂を借りていた西田を置き去りにして逃げ出した（2008年5月22日放送の『うたばん』にて堺により詳細が話され、恋人に見つかり、2人はなんとか誤魔化したが、西田は風呂場で見つかり追い出されたという[出典無効]。
- キャストは皆それぞれ岸部のことを「河童」、西田を「豚」、堺は「猿」と呼びあっていたが、夏目だけは「坊主」の他「夏目さん」「雅子ちゃん」と呼んでいた。
- 多忙だったキャストは、堺正章の部屋で昼休みに点滴で栄養剤を入れて疲労回復を図った。堺、西田、岸部の3人は「日本点滴会」と称し、堺が会長、西田が副会長だった。
- 撮影のロケ地にはトイレがなくて困ったこともあったという。また堺正章は夏目雅子の体調[注 6]を考慮して自費でキャンピングカーを購入し、そのトイレを彼女はロケでは利用した。このキャンピングカーは、俳優が全員乗って朝早くからロケの移動にも使用された。
- 第20話「猛吹雪! 三蔵狂乱」の撮影前、西田敏行は夏目雅子に福島弁（東北弁）を個人レッスンした。愛らしい彼女と二人っきりでとっても幸せな時間だったと西田は回想している。
- 撮影時の衣装は、孫悟空用が上から下まですべて皮で200万円、ウール中心の八戒用と、木綿でまとめた三蔵用・沙悟浄用はいずれも100万円で、当時のお金で計500万円かかっている。またメイク時間は、カツラのある夏目雅子が2時間、豚耳のある西田敏行が40分、堺正章が30分。そして岸部はただかぶるだけなので15分だった[7]。
- ドラマパートはすべて日本で撮影され、基本的に関東の近辺、当時ほかのドラマ作品でも使われていた撮影場所で撮影されていた。主なロケ地は千葉県鋸山か静岡県御殿場、セットは東京世田谷（国際放映撮影所）などが挙げられる。

以上出典の大部分はDVD発売時特典映像の座談会で確認できる。

### 特撮
- 高野宏一、鈴木清ら円谷プロダクション出身のスタッフが特撮を担当した[1]。『スターウルフ』の制作を終えた佐川和夫も特撮監督として参加している。
- オープニングで繰り返される「石猿の誕生」シーンはわずか60秒だが、撮影に2か月間、制作費は1500万円かかっている。飛び出すシーンと、顔のアップは別撮りである。飛び出すシーンではスタントマン・二家本辰己が猿の着ぐるみを着て、ピアノ線で引っ張られている。顔のアップシーンでは、堺正章に3時間かけて毛を植える特殊メイクを施し、「おぎゃー」というだけの5秒ワンテイクであった。
- 第2話に登場した白竜は原寸大の30メートルのモデルを製作し、3メートルと90センチと30センチのミニチュアモデルも加えて、合計で850万円の製作費をかけた[8][9]。

### 音楽
企画段階では、音楽担当には冨田勲の起用が想定されていた（NHKラジオの『ラジオ深夜便』でのタケカワユキヒデの回想談による）が、実際の番組制作においては作曲をミッキー吉野が、演奏と歌唱をゴダイゴが手掛けている。使用曲はゴダイゴのアルバム『MAGIC MONKEY（西遊記）』にまとめられており、同アルバムの冒頭には「Monkey Magic」が、オープニングのナレーションのバックに流れるインストルメンタル曲と合わせて1トラックの「THE BIRTH OF THE ODYSSEY〜MONKEY MAGIC」として収録されている。

純粋なサントラ盤ではなく、あくまでゴダイゴのアルバムという位置づけから、全曲英語ボーカル入りで「THE BIRTH OF THE ODYSSEY」以外のインストゥルメンタル曲、日本語歌詞版の「ガンダーラ」、堺正章の持ち歌である挿入歌「SONGOKU」など4曲の楽曲は未収録である。本作品の放映期間中に発売されたので、『西遊記II』の主題歌「ホーリー&ブライト」は未収録である。ドラマの大ヒットも受け、オリコンの年間アルバムチャートで1位に輝いた。
しみじみとしたシーンでかかるバラード（インストゥルメンタルを含む）もファンの心を捕らえたが、もともとこの曲はゴダイゴがこれ以前に音楽を手がけた映画『キタキツネ物語』のために用意した楽曲であった。タケカワユキヒデが唄う英語バージョンのタイトルは「THANK YOU, BABY」といい、『MAGIC MONKEY（西遊記）』ほかゴダイゴのベスト盤に収録されている。堺正章が唄うこの歌の日本語バージョンのタイトルは「この道の果てまでも」で、堺正章のシングルまたは『しんぐるこれくしょん』に収録されている。堺版は、第11話「昼と夜の妖怪夫婦」、第15話「鳥葬!悪魔の生贄」などで使用された。
第15話「鳥葬！悪魔の生贄」では、堺正章のもう一つの挿入歌である「今では遅すぎる」も孫悟空が破門されるシーンで使用された。本作品と同じく日本テレビにて放送され、ミッキー吉野も音楽を担当した子供向け特撮番組『小さなスーパーマン ガンバロン』からも、ジングルなどが流用されている（本作品のサブタイトルブリッジは、『ガンバロン』の主題歌の一節）。
ゲスト出演者が極端に少ない第15、16話では、エンディングに「ガンダーラ」1番の歌詞が表示され、それが終わってから出演者・スタッフのクレジット表記が行われる形式となっている。

### 備考
- 泉じゅん、加山麗子、飛鳥裕子、小川亜佐美、倉吉朝子ら、日活ロマンポルノに出演していた女優もゲストに起用されている。また緑魔子、児島美ゆき、池波志乃、渡辺やよいらもゲスト出演した。
- 堺が孫悟空を演じたのは本作品が初めてではなく、前年のファミリーミュージカル『マチャアキのそんごくうの大冒険』で孫悟空を演じていた。その時、三蔵を演じていたのは女性歌手の堀江美都子だった。
- 最初に『西遊記』という題名が出るメインタイトル部分では、タイトルが消えたあとも「Monkey Magic」のインストゥルメンタルが流れ続け、その画面にスポンサークレジットが表示されていた（『西遊記II』も同様）。再放送やDVDではその部分がカットされているが、1985年ごろの日本テレビほかの再放送では、その部分に再放送時のスポンサークレジットが表示されていた。また、広島テレビでの再放送は、時期によりスポンサークレジットを空欄にしてメインタイトルを流したことがある（ブルーバックでロゴのみ表示した時期もあった）。
- 第1話のオープニングでは、孫悟空が岩から飛び出した（誕生した）後に両手と顔のアップに加え、「おぎゃー」という声を発して「石猿 誕生す」というサブタイトルが出るのと同時に短いブリッジ曲が流れるという形式であり、第6話以降もこのフォーマットを踏襲しつつ、悟空の顔のアップに再度『西遊記』というメインタイトルがブリッジとともに出るようになった。例外として、第2話から第5話、および総集編では岩から飛び出した後は顔のアップのみでタイトルは入らず、「おぎゃー」という声やブリッジ曲も排されている。また総集編では、次の砂漠のカットの上に『只今人気絶頂!! 西遊記 総集編』というビデオテロップが入った。
- 日本テレビにて同時期に放送されていたアニメ『ルパン三世』の第67話「ルパンの大西遊記」は本作品のパロディ的な要素が盛り込まれており、三蔵一行を演じたルパン一家の衣装のデザインは本作品のそれに準じている。
- 放送終了の翌週には「悟空誕生から天竺まで」と題した『西遊記 総集編』（構成・台本：田上雄、構成・演出：青木敏）が2時間スペシャルとして放送されている。再編集に応じた芥川隆行によるナレーションも新たに録音された。このスペシャルは夏目雅子が亡くなった1985年に追悼番組として日本テレビにおいて再放送されているが、その際には本放送当時の字幕スーパー素材を用い、当時と同じテロップ（悟空の特殊能力の説明やスタッフクレジットなど）を重ねて放送していた。
- 2011年4月よりホームドラマチャンネルにおいて、初のHD放送で『西遊記』、『西遊記II』が続けて放送された（2012年4月終了）。
- 2016年7月18日より、時代劇専門チャンネルの平日深夜に期間限定で放送される「時専25時」枠にて8月末まで放送され、土曜0時台にも毎週1話ずつ放送された。同局ではその後、放送開始から45周年を迎えた2023年10月16日より、『西遊記』『西遊記II』の4Kデジタルリマスター版が、時代劇専門チャンネルにて放送された。また、同年11月27日からは、同局と同じく日本映画放送が運営する4K番組専門チャンネル「日本映画+時代劇 4K」でピュア4K放送が実施された。いずれもテレビ初放送となる。

### 登場人物・キャスト
- 孫悟空 - 堺正章
- 三蔵法師 - 夏目雅子
- 沙悟浄 - 岸部シロー
- 猪八戒 - 西田敏行
- 観音菩薩 - 勝呂誉
- 天帝 - 井上孝雄
- 太宗皇帝 - 中村敦夫
- 釈迦如来 - 高峰三枝子
- ナレーター - 芥川隆行

### スタッフ
- 企画：早川恒夫（日本テレビ）
- プロデューサー：山田宗雄、長富忠裕（日本テレビ）、香取雍史、森川一雄、熊谷健（国際放映）
- 脚本：佐々木守、沖島勲、安倍徹郎、田坂啓、ジェームス三木、古田求、布勢博一、田上雄、石森史郎、柴英三郎、尾中洋一、永井素夫、山根優一郎
- 特撮監督：高野宏一、鈴木清、神沢信一、中野昭慶、佐川和夫
- 監督：渡邊祐介、福田純、田中康隆、山崎大助、池広一夫、黒田義之

（本編スタッフ）
- 撮影：矢田行男
- 照明：前原信雄
- 録音：宮永晋、金子昌平（宮永サウンド）
- 美術：加藤雅俊
- 音楽：ミッキー吉野
- 演奏・唄：ゴダイゴ
- 編集：平木康雄
- 選曲：山川繁
- 効果：宮田音響
- 整音：豊田博
- 助監督：青木敏、花田深
- 制作主任：西島孝恒
- 衣裳デザイン：真木小太郎
- 時代考証：唐順棋
- 擬斗：宇仁貫三

（特撮スタッフ）
- 撮影：関屋昌平
- 照明：飯田照雄
- 美術：高橋昭彦（現・井口昭彦）
- 操演技術：白熊栄次
- 視覚効果：中野稔（第1話から第6話）、宮西武史（第7話より）
- 助監督：吉村善之、神沢信一、鈴木健二
- 制作主任：小池一三

（制作協力）
- 円谷プロダクション
- デン・フィルム・エフェクト（第1話から第6話）
- 田辺エージェンシー
- 東宝映像株式会社（第7話より）
- 新宿三井ビル・マンダリンパレス ビルの最上階の55階にある中華レストラン(現在はテナントの事務所)
- 青雲社
- 美建興業（装置）
- 京都衣裳（衣裳）
- 川口カツラ（かつら）
- 高津装飾美術（装飾）
- 東洋現像所（現像）

（協賛）
- 中華人民共和国・中央広播事業局（エンディング画面に表示）

### 主題歌
オープニングテーマ「Monkey Magic」
作詞 - 奈良橋陽子 / 作曲 - タケカワユキヒデ / 編曲 - ミッキー吉野 / 歌・演奏 - ゴダイゴ
第1 - 9、11、14 - 16、20、21、24、25話では挿入歌として使用された。
エンディングテーマ「ガンダーラ」
作詞 - 山上路夫・奈良橋陽子 / 作曲 - タケカワユキヒデ / 編曲 - ミッキー吉野 / 歌・演奏 - ゴダイゴ

#### 挿入歌
「THANK YOU, BABY」（第1、4、5、12、13、15、17、22話）
作詞 - 奈良橋陽子 /  作曲 - タケカワユキヒデ / 編曲 - ミッキー吉野 / 歌・演奏 - ゴダイゴ
「DRAGONS AND DEMONS」（第2、12話）
作詞 - 奈良橋陽子 / 作曲・編曲 - ミッキー吉野 / 歌・演奏 - ゴダイゴ
「WE'RE HEADING OUT WEST TO INDIA」（第3話）
作詞 - 奈良橋陽子 /  作曲 - タケカワユキヒデ / 編曲 - ミッキー吉野 / 歌・演奏 - ゴダイゴ
「A FOOL!」（第4話）
作詞 - 奈良橋陽子 / 作曲・編曲 - ミッキー吉野 / 歌・演奏 - ゴダイゴ
「FLYING」（第13、14、24話）
作詞 - 奈良橋陽子 / 作曲・編曲 - ミッキー吉野 / 歌・演奏 - ゴダイゴ
「ASIATIC FEVER」（第21話）
作詞 - 奈良橋陽子 / 作曲・編曲 - ミッキー吉野 / 歌・演奏 - ゴダイゴ
「HAVOC IN HEAVEN」（第24話）
作詞 - 奈良橋陽子 /  作曲 - タケカワユキヒデ / 編曲 - ミッキー吉野 / 歌・演奏 - ゴダイゴ
「STEPPIN' INTO YOUR WORLD」（第24話）
作詞 - 奈良橋陽子 / 作曲・編曲 - ミッキー吉野 / 歌・演奏 - ゴダイゴ
「この道の果てまでも」（第11、15話）
作詞 - 伊藤アキラ / 作曲 - タケカワユキヒデ / 編曲 - ミッキー吉野 / 歌 - 堺正章
「今では遅すぎる」（第15話）
作詞 - 伊藤アキラ / 作曲・編曲 - ミッキー吉野 / 歌 - 堺正章

### 放送日程
| 放送回 | 放送日         | サブタイトル               | 脚本                      | 監督     | 特撮監督 | 妖怪・妖仙                                                             | 主なゲスト                                                             | 出演 |
| ------ | -------------- | -------------------------- | ------------------------- | -------- | -------- | ---------------------------------------------------------------------- | ---------------------------------------------------------------------- | --- |
| 1      | 1978年10月01日 | 石猿誕生す                 | 佐々木守 沖島勲           | 渡邊祐介 | 高野宏一 | 混世魔王 （演：松崎真）                                                | カルーセル麻紀 （乙姫役）                                              | 丹阿弥谷津子、新藤恵美、三角八郎、岡田英次、堺左千夫、小笠原弘、鮎川浩、幸田宗丸、村雲敦子、西田良、嶋崎伸夫、平尾仁、山口晃、須賀良、ひろみどり、新井梨枝子、吉田はるみ、佐藤悦子、西山水木、乃川順子、松村達雄、高峰三枝子 |
| 2      | 10月08日       | 長い旅の始まり             | 佐々木守                  | 福田純   | 高野宏一 | 黒風大王 （演：大前均）                                                | 東野英心 （恵岸行者 役）                                               | 中村敦夫、勝呂誉、平田昭彦、谷口香、梅津栄、長谷川弘、高松政雄、国原杏子、草間光行、殿山泰司、高峰三枝子 |
| 3      | 10月15日       | 三兄弟 天竺への誓い        | 安倍徹郎                  | 山崎大助 | 高野宏一 | 黄風大王 （演：柳谷寛 ）                                               | ハナ肇 （烏巣禅師 役）                                                 | 津山登志子、平泉征、増田順司、上野綾子、灰地順、松沢千恵、平田由美、小高節子、加藤茂雄、夏木順平、都家歌六、谷口奈緒美、沢井桂子                                                                                             |
| 4      | 10月22日       | 妖怪夫婦 金角､銀角         | 布勢博一                  | 山崎大助 | 高野宏一 | 金角 （演：内田良平） 銀角 （演：三条泰子）                            | 天本英世 （老奶奶 役）                                                 | 多宮健二、山口譲、新村ひでや、新村えつや、田中幸四郎、浅田善行 |
| 5      | 10月29日       | 反抗期の妖怪               | 永井素夫                  | 山崎大助 | 高野宏一 | 聖嬰大王 （演：大門正明）                                              | 聖嬰大王 （演：大門正明）                                              | 服部妙子、山本昌平、外山高士、船渡伸二、酒井昭、穴原正義、松尾文人、佐野光洋、大村千吉、勝呂誉 |
| 6      | 11月05日       | 悟空破門! 三妖怪の罠       | 永井素夫                  | 山崎大助 | 高野宏一 | 赤袍怪（演：片桐竜次） 青袍怪（演：根岸一正） 黄袍怪（演：高橋長英）   | 赤袍怪（演：片桐竜次） 青袍怪（演：根岸一正） 黄袍怪（演：高橋長英）   | 斉藤恵子、入江正徳、村上幹夫、小寺大介、邦創典、国原杏子、木下ゆず子、竹井亮介、森さとみ、大島光幸、岸本照雄、伊奈貫太、土屋嘉男                                                                                             |
| 7      | 11月12日       | 日照り妖怪の子守唄         | ジェームス三木            | 田中康隆 | 鈴木清   | 日照り妖怪 （演：桑山正一）                                            |                                                                        | 赤座美代子、和久井節緒、近松敏夫、暮林修、黄培基、熊谷卓三、小池幸次、大平佳奈子、真山恵子、町田幸夫、夏木順平、森塚敏 |
| 8      | 11月19日       | 悟空危うし！鱗青魔王の逆襲 | ジェームス三木            | 田中康隆 | 鈴木清   | 鱗青魔王 （演：中尾彬）                                                | 池波志乃 （麗燕 役）                                                   | 酒井靖乃(和泉ちぬ)、加藤茂雄、門脇三郎、宇留木康二、久本昇、伊奈貫太、大貫幸雄、新井一夫、大島光幸、大竹義夫、二家本辰己、有馬明良、荻原紀、K&U                                                                              |
| 9      | 11月26日       | 危うし三蔵！妖女地湧夫人   | 田上雄                    | 福田純   | 鈴木清   | 地湧夫人 （演：堀井永子）                                              | 池田秀一 （英舜 役）                                                   | 御木本伸介、沢井桃子、堀部隆一、内堀和晴、村田則男、田中耕二、長克巳、柿木恵至、伊奈貫太、新井一夫、鹿島研、荻原紀、二家本辰己                                                                                               |
| 10     | 12月03日       | 哀しき王妃 二人の玄娤      | 田上雄                    | 福田純   | 佐川和夫 | 道士 （演：中庸介）                                                    | 谷啓 （太上老君 役）                                                   | 大塚国夫、福田公子、佐藤仁哉、藤江リカ、鹿島信哉、林道紀、江原正士、築地博、原田千枝子、松本七美、伊奈貫太、新井一夫、鹿島研、荻原紀、二家本辰己                                                                             |
| 11     | 12月10日       | 夜と昼の妖怪夫婦           | 柴英三郎                  | 山崎大助 | 佐川和夫 | 唯昼怪（演：高杉玄） 唯晩怪（演：町田祥子）                            | 唯昼怪（演：高杉玄） 唯晩怪（演：町田祥子）                            | 泉じゅん、猪浦宏昌、大田黒武生、市東昭秀、小島孝夫、松沢千恵、桜井恵美子、山崎千里、森岡隆見、有馬明良、藤田康之、清水忠一、伊奈貫太、荻原紀、二家本辰己、新井一夫、大島光幸                                                 |
| 12     | 12月17日       | 御三家妖怪 追放作戦        | 石森史郎                  | 山崎大助 | 佐川和夫 | 虎力大仙（演：曽根晴美） 鹿力大仙（演：潮建志） 羊力大仙（演：五木暁） | 虎力大仙（演：曽根晴美） 鹿力大仙（演：潮建志） 羊力大仙（演：五木暁） | 嶋めぐみ、木田三千雄、早川研吉、久保田鉄男、だるま二郎、穴原正義、日高ゆりえ、大村千吉、三沢ともこ、徳弘夏生、森岡隆見、大島光幸、北斗太郎、伊奈貫太、荻原紀、二家本辰己、新井一夫、矢沢裕紀                                 |
| 13     | 12月24日       | 恋地獄 なめくじ妖怪        | ジェームス三木            | 渡邊祐介 | 鈴木清   | なめくじ妖怪 （演：沼田爆）                                            | 田坂都 （海明 役）                                                     | 北川陽一郎、新城美奈子、石崎洋光、村上久勝、岩本照雄、藤田康之、荻原紀、森岡隆見、伊奈貫太、甲斐武、長谷川幹樹、長谷川真由美、木村祐子、K&U、大井小町                                                                        |
| 14     | 1979年01月07日 | 地震妖怪！なまず魔王の謎   | 田坂啓                    | 渡邊祐介 | 鈴木清   | 鯰震魔王 （演：天津敏） 百面怪                                         | 多々良純 （善智上人 役）                                               | 大山いづみ、天草四郎、新井一夫、矢沢裕紀、久本昇、荻原紀、森岡隆見、伊奈貫太、甲斐武、鹿島研、藤田康之、二家本辰己、K&U |
| 15     | 1月14日        | 鳥葬！悪魔の生贄           | ジェームス三木            | 池広一夫 | 鈴木清   | 道順（演：花沢徳衛）                                                   | 道順（演：花沢徳衛）                                                   | 勝呂誉 |
| 16     | 1月21日        | 独角大王・結婚行進曲       | 古田求                    | 池広一夫 | 鈴木清   | 独角大王（演：長門勇） 李彪（演：三角八郎）                            | 独角大王（演：長門勇） 李彪（演：三角八郎）                            | 松岡由利子、林泰文、うえだ峻 |
| 17     | 1月28日        | 幻妖術師 青竜将軍          | 布勢博一                  | 黒田義之 | 鈴木清   | 青竜将軍 (演：工藤堅太郎）                                             | 賀原夏子 （老婆 役）                                                   | 平松慎吾、川端真二、山本廉、市東明秀、元木丈陽、高橋義之、武田倫一、吉中六、伊奈貫太、新井一夫、鹿島研、荻原紀、二家本辰己、矢沢裕紀、松沢千恵、K&U、NAC                                                                     |
| 18     | 2月04日        | バッタ女王・消えた幻の湖   | 尾中洋一                  | 黒田義之 | 鈴木清   | バッタ女王（演：緑魔子）                                               | バッタ女王（演：緑魔子）                                               | 富山真沙子、長尾深雪、植木悦子、中村七枝子、立沢雅人、福田信昭、伊奈貫太、新井一夫、鹿島研、荻原紀、二家本辰己、大島光幸、岸本照雄、森岡隆見、北斗太郎、有馬明良、永井秀和                                                   |
| 19     | 2月11日        | 意外! 吸血鬼三蔵           | 田上雄                    | 福田純   | 中野昭慶 | 侍従長（演：大下哲矢 ） 王妃（演：黒沢のり子）                         | 侍従長（演：大下哲矢 ） 王妃（演：黒沢のり子）                         | 平田昭彦、黒木真由美、晴海勇三、和気ますみ、伊藤真奈美、森田美友紀、峯秀一、加藤みはる、堺左千夫、森幹太 |
| 20     | 2月18日        | 猛吹雪! 三蔵狂乱           | ジェームス三木            | 福田純   | 中野昭慶 | なし                                                                   |                                                                        | 柳谷寛、岡真佐子、北川たか子、若原初子、岩瀬裕美、加藤茂雄、都家歌六、門脇三郎、築地博、松沢千恵、桜井恵美子、阿部裕子、伊奈貫太、新井一夫、鹿島研、荻原紀、二家本辰己                                                       |
| 21     | 2月25日        | 豚教国 翠蓮王女いざ出陣!   | 古田求                    | 青木敏   | 神沢信一 | 賽太歳 （演：田中浩）                                                  | 岸本加世子 （翠蓮 役）                                                 | 富田浩太郎、奥村公延、笹入舟作、平田ルミ子、柿木恵至、築地博、加藤茂雄、草間璋夫、門脇三郎、夏木順平、那須のり子、志村幸江、清水忠一、新井一夫、鹿島研、荻原紀、二家本辰己                                                   |
| 22     | 3月04日        | 快楽の館 悟浄白骨の恋      | 布勢博一                  | 青木敏   | 神沢信一 | 広良 （演：蟹江敬三）                                                  | 島本須美 （美宝 役）                                                   | 泉晶子、日向亜希、新井一夫、北斗太郎、松坂四郎、森岡隆見、鹿島研、荻原紀、村上久勝、二家本辰己、清水忠一、有馬明良、藤田康之、石崎洋光、岩本照雄                                                                             |
| 23     | 3月11日        | 女人国 八戒が妊娠!?        | 古田求                    | 福田純   | 中野昭慶 | 如意真仙 （演：北城寿太郎）                                            | 大泉滉 （秀英 役）                                                     | 桜むつ子、植木まり子、中村龍史、大泉滉、北城寿太郎、佳島由季、黒木由美、泉よし子、伊奈貫太、新井一夫、鹿島研、荻原紀、二家本辰己                                                                                             |
| 24     | 3月18日        | 火焔山!! 芭蕉扇の愛        | 山根優一郎                | 福田純   | 中野昭慶 | 羅刹女（演：児島美ゆき） 牛魔王（演：小島三児）                        | 羅刹女（演：児島美ゆき） 牛魔王（演：小島三児）                        | 加山麗子、山口あきら、樋口のり子、新井一夫、北斗太郎、武藤英司、森岡隆見、鹿島研、荻原紀、村上久勝、二家本辰己 |
| 25     | 3月25日        | 妖怪帝国 突破大作戦        | ジェームス三木 山下六合雄 | 池広一夫 | 鈴木清   | 妖怪大王（演：大久保鷹）                                               | 妖怪大王（演：大久保鷹）                                               | 梅津栄、大前均、新井一夫、戸塚孝、柿木至恵、白石のり子、松沢千恵、NAC、森岡隆見、鹿島研、萩原紀、村上久勝、二家本辰己、沖田駿一、市村昌治                                                                                    |
| 26     | 4月01日        | あれが天竺 大雷音寺だ!     | 柴英三郎                  | 池広一夫 | 鈴木清   | 鉄砂大王 （演：南利明）                                                |                                                                        | 高峰三枝子、渡辺やよい、丘ゆり子、牧よし子、北九州男、森岡隆見、鹿島研、萩原紀、村上久勝、二家本辰己、榊原舞踊団、榊原帰逸、K&U、NAC                                                                                         |

## 『西遊記II』

### 概要（『西遊記II』）
『西遊記』が予想を超える大好評であったことから、後番組である『俺たちは天使だ!』を挟んで約半年後にスタートした続編である。基本的には前作の流れを踏襲しながらも、同作品では猪八戒役が西田敏行から左とん平に変更されたほか、三蔵の愛馬となった竜の化身である玉竜役・藤村俊二を新しくレギュラーに加え、新たな味付けが施された。
制作側が刷新を意図したことから、前作以上にバラエティーに富んだ内容になり、孫悟空や敵の妖怪が巨大化したりと特撮色が高まった一方、京劇のアクションを入れるという裏テーマも設けられており、新しくなったオープニングに中国の京劇俳優が出るのもその一環である。また同作品では、原作『西遊記』に出てこない妖怪の登場など、原作にないオリジナル要素も多く取り入れられ、『平妖伝』、日本の童謡や映画（『シェーン』など）などのモチーフが増える。
最終話については、前作と同様に天竺へ到着せずに終了するが、同作品では前作とは異なり、実現には至らなかったもののこの段階でパートIIIの制作を予定しており、ナレーションでも続編を予告するような言葉を付して物語を締めくくっている。
平均視聴率は約16.5パーセント。最高視聴率は第13話の21.1パーセント。
2007年1月24日に『西遊記II DVD－BOX 1』、同年3月21日に『同 DVD－BOX 2』が発売された。

### 特撮（『西遊記II』）
- 本作品より特撮監督の1人として東宝の川北紘一が参加している[10]。同じく東宝で特技監督を務めていた国際放映の有川貞昌もプロデューサーとして名を連ねているが、有川の長男は父が名義だけで何もしていないと語っていたことを証言している[11]。
- ドラマ用に製作された如意棒の小道具は、10センチ（耳から取り出し伸ばすシーン）から2.5メートル（戦闘時）のものまで6種類。悟空が通常のシーンで持っているものは長さが1.8メートルである。特撮シーン用に製作された各キャラクターのミニチュア人形は、9センチから30センチ大のものまで4種類。（当時の特撮技法で）小さな人形はあえてデフォルメして頭や手足の比が太めに作ってある。なかにはモーターで動くアクション人形もあった。
- 觔斗雲は大小10種類が用意された。赤い豆電球の付く光る觔斗雲や、空中戦で使われた機関銃付きのものなど、シーンによって改造されている。雲の材料はポリエチレンであった。

### 中国ロケ
中国ロケは前作が終了し、同作品が始まる準備期間内に行われた。これは日本のテレビとしては初の中国ロケであったが、まだ台本がなく、無音声でいくつかのシチュエーションが撮られた。とはいえ、ここで撮影されたシーンは劇中では使用されておらず、オープニングにクリップ映像として挟まれているだけである。当時は外国ロケは極めてまれなことであり、中でも共産圏となると皆無であったため、この程度でも中国ロケは快挙といわれた。この宣伝の影響で、ドラマ部分にも中国で撮影されたシーンがあると誤解されることがあるが、前作と同様にすべて日本（千葉県、静岡県、東京世田谷など）で撮影されている。
このロケでの映像の一部が同作品のオープニングで使用されているが、オープニングの後ろ姿の三蔵は夏目ではなく別人が演じている。三蔵が正面を向いた次のカットは日本で撮影され、編集でつなぎ合わされた。ロケ期間中、京劇のスターで孫悟空を演じて47年の大ベテラン・張松林と堺正章は意気投合し、如意棒の使い方を伝授されたという。堺は如意棒のほか、剣戟などもその場で習って修得した。
1970年代後半までにシルクロードでは、中国政府がウイグルで地上での核実験を繰り返し行なっていたため、夏目雅子が同作品の放送から7年後に白血病を発病したことの原因が、シルクロード現地ロケにおける被曝であった可能性があると、2009年に理学博士の高田純が論文としていくつかの雑誌で発表した。しかし、同作品ではシルクロードで俳優をつかったロケ撮影は行われなかった。そもそも当時売れっ子になっていた夏目は、スケジュールの都合上中国ロケには参加できず、参加した出演者は堺正章、左とん平、岸部シロー、藤村俊二の4名のみであった。中国ロケは1週間ほど行われたが、多くの時間は撮影よりも中国との親善目的で中国共産党幹部による歓迎会に費やされた。以上の理由から、核実験と夏目の白血病との因果関係はないことが明らかにされている。

### 登場人物・キャスト（『西遊記II』）
- 孫悟空 - 堺正章
- 三蔵法師 - 夏目雅子
- 沙悟浄 - 岸部シロー
- 猪八戒 - 左とん平
- 玉竜（三蔵の愛馬） - 藤村俊二
- 釈迦如来 - 高峰三枝子
- ナレーター - 芥川隆行

### スタッフ（『西遊記II』）
- 企画：早川恒夫（日本テレビ）
- プロデューサー：山田宗雄（日本テレビ）、香取雍史、森川一雄、有川貞昌（国際放映）
- 脚本：ジェームス三木、山下六合雄、古田求、布勢博一、田上雄、加瀬高之、櫻井康裕
- 特撮監督：鈴木清、佐川和夫、中野昭慶、川北紘一
- 監督：福田純、青木敏、太田昭和、高瀬昌弘、井上昭、黒田義之、池広一夫

（本編スタッフ）
- 撮影：小泉一、大岡新一
- 照明：小中健二郎
- 録音：遠藤和生
- 美術：加藤雅俊
- 音楽：ミッキー吉野
- 演奏・唄：ゴダイゴ、堺正章
- 編集：平木康雄
- 選曲：山川繁
- 効果：宮田音響
- 整音：豊田博
- 助監督：花田深
- 制作主任：西島孝恒
- 衣裳デザイン：真木小太郎
- 時代考証：唐順棋
- 擬斗：宇仁貫三

（特撮スタッフ）
- 撮影：関屋昌平
- 照明：松丸善明
- 美術：井口昭彦
- 操演技術：白熊栄次、岸浦秀一
- 視覚効果：宮西武史
- 助監督：松本清孝

（制作協力）
- 田辺エージェンシー
- 東宝映像
- 美建興業（装置）
- 京都衣裳（衣裳）
- 川口カツラ（かつら）
- 高津装飾美術（装飾）
- 東洋現像所（現像）
- 新宿三井ビル・マンダリンパレス ビルの最上階の55階にある中華レストラン(現在はテナントの事務所)
- 青雲社
- 中華人民共和国・中央広播事業局（台本にも記述有り）

### 主題歌（『西遊記II』）
エンディングテーマ「ホーリー&ブライト」と挿入歌「SONGOKU」以外の歌は、すべて前作からの流用である。
オープニングテーマ「Monkey Magic」
第2、3、7、8、11、15、19、20、23話では挿入歌として使用された。
エンディングテーマ「ホーリー&ブライト」
作詞 - 山上路夫・奈良橋陽子 / 作曲 - タケカワユキヒデ / 編曲 - ミッキー吉野 / 歌・演奏 - ゴダイゴ

#### 挿入歌（『西遊記II』）
「SONGOKU」（第1 - 26話）
作詞 - 奈良橋陽子・山上路夫 / 作曲 - タケカワユキヒデ / 編曲 - ミッキー吉野 / 歌 - 堺正章
レコード化された音源より、歌詞が一部割愛（もしも頭が良くて～上など見るなよ）されたバージョンが本編では使用されている。
毎回のラストシーンのほか、第16話ではドラマ前半でも使用された。
「THANK YOU, BABY」（第5、20話）
「FLYING」（第8話）
「DRAGONS AND DEMONS」（第16、23話）
「HAVOC IN HEAVEN」（第20、24話）
上記の他、第20話では劇中で「ガンダーラ』が出演者により歌われた。

### 放送リスト（『西遊記II』）
| 放送回 | 放送日         | サブタイトル                | 脚本                      | 監督     | 特撮監督 | 妖怪・妖仙                                                                                  | 主なゲスト                                                                                  | 出演 |
| ------ | -------------- | --------------------------- | ------------------------- | -------- | -------- | ------------------------------------------------------------------------------------------- | ------------------------------------------------------------------------------------------- | --- |
| 1      | 1979年11月11日 | 再出発 天竺への道           | ジェームス三木 山下六合雄 | 福田純   | 鈴木清   | 熱子竜                                                                                      |                                                                                             | 中村敦夫、井上孝雄、新藤恵美、平田昭彦、児島美ゆき、中村龍史 狩野勝彦 永谷悟一、穴原正義 郷内栄喜 鈴木実 K&U、高峰三枝子 |
| 2      | 11月18日       | 恐怖! 猿のワクチン          | ジェームス三木 山下六合雄 | 青木敏   | 鈴木清   | 凌雲 （演：砂塚秀夫）                                                                       | ポール牧 （片眼妖怪 役） 関武志 （片腕妖怪 役）                                             | 岐邑美沙子、大橋一輝、永谷悟一、穴原正義、中瀬博文、井口修一、大貫幸雄、清水忠一、岡田勝、根本泰明、二家本辰己、郷内栄喜、武田倫一、築地博、森本三郎、尾崎八重、川名美也子、K&U                                                          |
| 3      | 11月25日       | 賭博妖怪 ミイラ取りがミイラ | 布施博一                  | 太田昭和 | 佐川和夫 | 小天鬼（演：うえだ峻） 黒風鬼（演：高杉玄）                                                 | 小天鬼（演：うえだ峻） 黒風鬼（演：高杉玄）                                                 | 八木景子、飛鳥裕子、日高ゆりえ、山本廉、松沢千恵、川島一平、永田博文、小島孝夫、伊東しず子、戸塚孝、村上久勝、岡本牧子、高橋美恵子、柿木恵至、大貫幸雄、石崎洋光、鈴木実、K&U                                                            |
| 4      | 12月02日       | 落ちこぼれの恐怖 分数妖怪   | ジェームス三木 山下六合雄 | 高瀬昌弘 | 佐川和夫 | 分数妖怪 （演：佐藤オリエ）                                                                 |                                                                                             | 堺左千夫、磯村千花子、西川和孝、清水康晴、鹿島信哉、村上久勝、荻原紀、木村正則、森靖彦、根本泰明、志村幸江、井口修一、高橋正昭、郷内栄喜、K&U、小栗一也                                                                                  |
| 5      | 12月09日       | 妖異 太陽が二つの国         | 古田求                    | 青木敏   | 鈴木清   | 混世魔王 （演：山本昌平）                                                                   | 藤巻潤 （二郎真君 役）                                                                      | 早川絵美、中里ひとみ、福原秀雄、三上剛、広田正弘、甲斐武、根本泰明、郷内栄喜、松坂四郎、星野晃、森健太郎、鈴木実、藤岡一也、二家本辰己、K&U                                                                                              |
| 6      | 12月16日       | オカルト! 悪霊の棲む館      | 田上雄                    | 福田純   | 鈴木清   | 羊頭魔王                                                                                    | 根上淳 （陳尚文 役）                                                                        | 石田信之、多宮健二、鈴木美江、栗田八郎、戸塚孝、郷内栄喜、森健太郎、甲斐武、根本泰明、井口修一、荻原紀、高橋正昭、藤岡一也、八神聡、竜咲勇人、K&U                                                                                        |
| 7      | 12月23日       | 夢の妖怪 幽鬼将軍           | ジェームス三木 山下六合雄 | 太田昭和 | 佐川和夫 | 幽鬼将軍 （演：八名信夫）                                                                   |                                                                                             | 大貫幸雄、石崎洋光、村上久勝、藤岡一也、荻原紀、星野晃、二家本辰己、郷内栄喜、中瀬博文、森健太郎、八神聡、高橋正昭、井口修一、根本泰明、大竹義夫、戸塚孝、矢沢裕紀、K&U                                                                  |
| 8      | 12月30日       | 女だらけの化け猫騒動        | 古田求                    | 青木敏   | 佐川和夫 | （憑依霊のみ）                                                                              | 根岸とし江 （九天玄女 役）                                                                  | 横山あきお、川平京子、郷内栄喜、甲斐武、中瀬博文、星野晃、渥美博、川渕豊喜、根本泰明、大貫幸雄、柿木恵至、井口修一、八神聡、K&U、NAC、姫ゆり子                                                                                           |
| 9      | 1980年01月06日 | 地獄極楽宙ぶらりん          | ジェームス三木 山下六合雄 | 太田昭和 | 川北紘一 | なし                                                                                        | 小林重四郎 （是空和尚 役）                                                                  | 嶋めぐみ、保科三良、元木文陽、相原巨典、中島元、大山豊、安田裕治、村上幹夫、荒瀬寛樹、近松敏夫、小池幸次、大川万裕子、山川弘乃、五十嵐美鈴、沢柳迪子、向殿あさみ、浦山紀子、宇佐美多恵子、中瀬博文、村上久勝、荻原紀、新井一夫、藤田康之 |
| 10     | 1月13日        | 河童の国の悟浄の恋          | 古田求                    | 青木敏   | 佐川和夫 | 九霊大仙 （演：峰岸徹）                                                                     | 山口美也子 （楊翠玉 役）                                                                    | 入江正徳、小笠原まり子、堀田秀康、堀田佳久、郷内栄喜、星野晃、大貫幸雄、大島光幸、柿木恵至、高橋正昭、渡部裕治、戸塚孝、根本泰明、凱慶泉、趙雲涛、呉江、張松林                                                                           |
| 11     | 1月20日        | 毒キノコ 集団記憶喪失       | ジェームス三木            | 青木敏   | 中野昭慶 | なし                                                                                        | 小松政夫 （記憶屋 役）                                                                      | 真夏竜、小笠原弘、東竜明、島村卓志、大前田武、小倉雄三、倉沢暎子、船渡伸二、郷内栄喜、甲斐武、中瀬博文、柿木恵至、根本泰明、大貫幸雄、藤岡一也                                                                                           |
| 12     | 1月27日        | 術競べ 消えた悟空           | 古田求                    | 黒田義之 | 川北紘一 | 蛋子和尚 （演：鈴木瑞穂）                                                                   | 曽我町子 （天人老婆 役）                                                                    | 大久保鷹、早川研吉、大貫幸雄、井口修一、深作覚、高橋成悟、藤岡一也、郷内栄喜、甲斐武、中瀬博文、星野晃、渥美博、鈴木実、八神聡 |
| 13     | 2月03日        | 人喰い妖怪 若返りの泉       | ジェームス三木            | 青木敏   | 中野昭慶 | 迅雷 （演：根岸一正） 莫蓮 （演：木内みどり）                                               | 車だん吉 （蛇根 役）                                                                        | 早瀬久美子、斉藤真、柿木恵至、西川敬三郎、星野晃、郷内栄喜、甲斐武、中瀬博文、大貫幸雄、藤岡一也、井口修一、工藤明子、明石勤、西川ひかる                                                                                                 |
| 14     | 2月10日        | 鬼女妖怪 狙われた新婚夫婦   | 櫻井康裕                  | 黒田義之 | 川北紘一 | 鬼女妖怪 （演：福田公子）                                                                   | 村松英子 （千手観音 役）                                                                    | 服部妙子、工藤堅太郎、内田直哉、倉吉朝子、増田順司、山口譲、津路清子、篠田薫、山中康司、高崎容子 |
| 15     | 2月17日        | 黄金妖怪 婿どの買います     | 加瀬高之                  | 太田昭和 | 川北紘一 | 黄金妖怪 （演：高木均）                                                                     | 平泉征 （呂銀 役）                                                                          | 竹井みどり、佐藤仁哉、吉原正皓、平沢公太郎、中林義明、永井雅春、村上正次、那須のり子、柿木恵至、星野晃、大貫幸雄、渡部裕治、藤田康之、深作覚、福留幸夫、八神聡、高橋成悟                                                                 |
| 16     | 2月24日        | イカレた亭主の 弟子入り志願 | 古田求                    | 青木敏   | 鈴木清   | 胡黜児 （演：鈴木ヤスシ） 左黜児 （演：うえずみのる）                                       | 藤村有弘 （李国方 役）                                                                      | 江崎英子、大貫幸雄、松坂四郎、渡部裕治、深作覚、井口修一、八神聡、高橋正昭、藤岡一也、柿木恵至、渥美博、有馬明良、矢沢裕紀 |
| 17     | 3月02日        | 泣くな八戒!瞳の中の愛       | 田上雄                    | 青木敏   | 鈴木清   | 怒羅鬼 （演：中丸信） 不亂劔 （演：松本敏男）                                               | 中尾彬 （朱俊英 役）                                                                        | 村田みゆき、町田幸夫、大矢兼臣、小寺大介、村上幹夫、橘田良江、吉岡ひとみ、鈴木実、郷内栄喜、根本泰明、星野晃、加藤和夫 |
| 18     | 3月09日        | 悟空叛乱 一人ぼっちの妖怪   | 古田求                    | 池広一夫 | 鈴木清   | なし                                                                                        | せんだみつお （卜吉 役）                                                                    | 鮎川浩、加藤茂雄、門脇三郎、都家歌六、夏木順平、志村幸江、岩瀬裕美、吉田美雪、柿木恵至、鈴木実、八神聡、松坂四郎、大竹義夫、鹿島研、古川隆、藤岡一也、岡田勝、高橋正昭、伊藤厚志、清水忠一                                               |
| 19     | 3月16日        | 偽西遊記 危機一髪           | 加瀬高之                  | 池広一夫 | 鈴木清   | 偽三蔵（演：南利明） 偽悟空（演：森川正太） 偽八戒（演：三角八郎） 偽悟浄（演：大友龍三郎） | 偽三蔵（演：南利明） 偽悟空（演：森川正太） 偽八戒（演：三角八郎） 偽悟浄（演：大友龍三郎） | 林弘造、山田博行、酒井郷博、町田幸夫、高山千草、山﨑優子、中摩麻美、進藤幸、熊谷卓三、草間璋夫、河合良子、川名美也子、那須のり子、安田良智、山口ひとみ、和田瑞穂                                                                         |
| 20     | 3月28日        | 燃えた屏風の七福神          | ジェームス三木            | 池広一夫 | 鈴木清   | なし                                                                                        | 研ナオコ （弁財天 役）                                                                      | 人見明、逗子とんぼ、竹田光裕、西村淳二、水橋和夫、だるま二郎、田山力哉、森章二、山崎猛、若原初子、浅野礼子、大貫幸雄、星野晃、北斗太郎、荻原純、郷内栄喜、根本泰明、中岡好春、深作覚                                                     |
| 21     | 3月30日        | 異説 鬼子母神由来記         | 布勢博一                  | 青木敏   | 鈴木清   | 鬼子母 （演：和田アキ子）                                                                   |                                                                                             | 藤江リカ、大和撫子、多田幸男、由起艶子、本間文子、中村万里、渡部真美子、館野玲、佐藤淳一、染谷仁奈、加賀屋礼奈、金井あすか、泉よし子、星野晃、藤岡一也、井口修一、村上久勝、高峰三枝子                                                   |
| 22     | 4月06日        | 妖鬼の山 お転婆姫の恋       | 古田求                    | 青木敏   | 鈴木清   | 精細鬼 （演：松崎真）                                                                       |                                                                                             | 谷川みゆき、内田善郎、柿木恵至、大貫幸雄、星野晃、二家本辰己、鈴木実、高橋正昭、八神聡、深作覚、井口修一、郷内栄喜、松坂四郎、荻原紀、根本泰明、藤岡一也、北斗太郎、渡部裕治                                                             |
| 23     | 4月13日        | 妖術 石仏になった三蔵一行   | ジェームス三木 山下六合雄 | 井上昭   | 鈴木清   | （虫歯菌）                                                                                  | 山田吾一 （熊山君 役）                                                                      | 上野郁己、矢野間啓二、水森コウ太、岸本功、常田青児、原景子、山田博之、星野晃、根本泰明、鈴木実、村上久勝、八神聡、中瀬博文、岡田勝、大貫幸雄、城野勝己、甲斐武、頭師孝雄、三夏伸                                                         |
| 24     | 4月20日        | 青狼魔王 満月への遠吠え     | 田上雄                    | 井上昭   | 鈴木清   | 青狼魔王 （演：小林稔侍）                                                                   | 西岡徳美 （李史進 役）                                                                      | 小川亜佐美、小林憲一、伊東平山、兼松隆、野口貴史、郷内栄喜、鈴木実、岡田勝、中岡好春、由利勝郎、松坂四郎、伊藤厚志、田辺清輝、藤岡一也、中瀬博文                                                                                         |
| 25     | 4月27日        | 虎竜魔王 悟空の慕情         | 加瀬高之                  | 福田純   | 佐川和夫 | 虎竜魔王 （演：大前均）                                                                     | 市毛良枝 （秋玉 役）                                                                        | 川辺太一朗、近江信行、栗田八郎、永井雅春、穴原正義、加藤茂雄、芦沢洋三、柿木恵至、井口修一、松坂四郎、高橋正昭、奈良場淳一、深作覚、湧川吉雄、藤岡一也、岡田勝、中岡好春、伊藤厚志、田辺清輝                                             |
| 26     | 5月04日        | 母上は妖怪か? 再び天竺へ    | 布勢博一                  | 福田純   | 佐川和夫 |                                                                                             |                                                                                             | 中村敦夫、谷口香、星野晃、郷内栄喜、甲斐武、大貫幸雄、鈴木実、城野勝己、根本泰明、二家本辰己、村上久勝、八神聡、由利勝郎、中瀬博文、平田昭彦、高峰三枝子                                                                                 |

## 放送ネット局
系列はいずれも放送当時のそれに準ずる。
| 放送対象地域  | 放送局             | 系列                                         | 備考                                          |
| ------------- | ------------------ | -------------------------------------------- | --------------------------------------------- |
| 関東広域圏    | 日本テレビ         | 日本テレビ系列                               | 制作局                                        |
| 北海道        | 札幌テレビ         | 日本テレビ系列                               |                                               |
| 青森県        | 青森放送           | 日本テレビ系列 テレビ朝日系列                |                                               |
| 岩手県        | テレビ岩手         | 日本テレビ系列                               | 1980年3月まではテレビ朝日系とのクロスネット局 |
| 宮城県        | ミヤギテレビ       | 日本テレビ系列                               |                                               |
| 秋田県        | 秋田放送           | 日本テレビ系列                               |                                               |
| 山形県        | 山形放送           | 日本テレビ系列 テレビ朝日系列                | 1980年3月までは日本テレビ系単独加盟局         |
| 福島県        | 福島中央テレビ     | 日本テレビ系列 テレビ朝日系列                |                                               |
| 新潟県        | 新潟総合テレビ     | フジテレビ系列 日本テレビ系列 テレビ朝日系列 | 現・NST新潟総合テレビ                         |
| 長野県        | 信越放送           | TBS系列                                      |                                               |
| 山梨県        | 山梨放送           | 日本テレビ系列                               |                                               |
| 静岡県        | 静岡けんみんテレビ | テレビ朝日系列 日本テレビ系列                | 『西遊記』のみ。現：静岡朝日テレビ            |
| 静岡県        | 静岡第一テレビ     | 日本テレビ系列                               | 『西遊記II』のみ                              |
| 富山県        | 北日本放送         | 日本テレビ系列                               |                                               |
| 福井県        | 福井放送           | 日本テレビ系列                               |                                               |
| 中京広域圏    | 中京テレビ         | 日本テレビ系列                               |                                               |
| 近畿広域圏    | 読売テレビ         | 日本テレビ系列                               |                                               |
| 鳥取県 島根県 | 日本海テレビ       | 日本テレビ系列 テレビ朝日系列                |                                               |
| 広島県        | 広島テレビ         | 日本テレビ系列                               |                                               |
| 山口県        | 山口放送           | 日本テレビ系列 テレビ朝日系列                |                                               |
| 徳島県        | 四国放送           | 日本テレビ系列                               |                                               |
| 香川県        | 西日本放送         | 日本テレビ系列                               | 当時の放送エリアは香川県のみ                  |
| 愛媛県        | 南海放送           | 日本テレビ系列                               |                                               |
| 高知県        | 高知放送           | 日本テレビ系列                               |                                               |
| 福岡県        | 福岡放送           | 日本テレビ系列                               |                                               |
| 長崎県        | テレビ長崎         | フジテレビ系列 日本テレビ系列                |                                               |
| 熊本県        | 熊本放送           | TBS系列                                      |                                               |
| 大分県        | テレビ大分         | フジテレビ系列 日本テレビ系列 テレビ朝日系列 |                                               |
| 宮崎県        | テレビ宮崎         | フジテレビ系列 日本テレビ系列 テレビ朝日系列 |                                               |
| 鹿児島県      | 鹿児島テレビ       | フジテレビ系列 日本テレビ系列 テレビ朝日系列 |                                               |

## 映像ソフト
| 発売日         | タイトル          | レーベル | 規格 | 規格品番   | 備考           |
| -------------- | ----------------- | -------- | ---- | ---------- | -------------- |
| 2006年9月27日  | 西遊記 DVD-BOX I  | vap      | DVD  | VPBX-12961 | 1～10話収録。  |
| 2006年11月22日 | 西遊記 DVD-BOXⅡ   | vap      | DVD  | VPBX-12962 | 11～26話収録。 |
| 2007年1月24日  | 西遊記Ⅱ DVD-BOX I | vap      | DVD  | VPBX-12963 | 1～10話収録。  |
| 2007年3月21日  | 西遊記Ⅱ DVD-BOXⅡ  | vap      | DVD  | VPBX-12964 | 11～26話収録。 |

### 隔刊 西遊記DVDコレクション
2022年8月23日から2023年8月8日まで、デアゴスティーニ・ジャパンより全26号が刊行された分冊百科。各号に付属するDVDには『西遊記』と『西遊記Ⅱ』の計52話に、総集編を加えた全53話を完全収録。

## 舞台
2023年11月から2024年1月にかけて、「日本テレビ開局70年記念舞台 『西遊記』」が大阪、福岡、名古屋、東京で上演。

### キャスト
- 孫悟空 - 片岡愛之助
- 三蔵法師 - 小池徹平
- 猪八戒 - 戸次重幸
- 沙悟浄 - 加藤和樹
- 玉竜 - 村井良大

　―
- 紅孩児 - 藤岡真威人
- 鎮元子 - 田村心
- 高伯欽 - 曽田陵介
- 虎力大仙 - 小宮璃央
- 高翠蘭 - 柳美稀
- 鹿力大仙 - 押田岳
- 羊力大仙 - 桜庭大翔
- 銀角 - 山口馬木也
- 金角 - 藤本隆宏
- 鉄扇公主 - 中山美穂
- 牛魔王 - 松平健

　―
- 太白金星 - 野添義弘
- 巴山虎 - 横山一敏
- 狐角老女 - 真砂京之介

　―
- 釈迦如来 - 藤原紀香（映像出演）

　―
- ナレーション - 神田伯山

　ほか

### スタッフ (舞台)
- 脚本：マキノノゾミ
- 演出：堤幸彦
- 音楽：グランドファンク
- 美術：松井るみ
- 照明：高見和義
- 音響：山本浩一
- 衣裳：宮本宣子
- ヘアメイク：川端富生
- 映像：髙橋洋人
- ステージング：広崎うらん
- アクション：諸鍛冶裕太
- 演出助手：松森望宏
- 舞台監督：小川亘
- 制作統括：プロデューサー - 松村英幹